# Rockets
Rockets is een Franse band die muziek maakt in het genre spacerock. Ze waren vooral bekend in de jaren zeventig en tachtig en dan met name in Italië. Voor hun verdienste kregen zij de Italiaanse Telegattoprijs.
Fabrice Quagliotti en Alain Maratrat richtten de groep in 1972 op onder de naam Crystal. Later werd dit Rocket Men, Rocketters en ten slotte The Rockets. Hun eerste album, Rockets, kwam in 1976 alleen in Frankrijk uit.
De groep onderscheidt zich door in aluminium pakken op te treden, hun hoofden kaal te scheren en hun gezichten zilver te schilderen. Hierdoor lijkt het alsof ze helemaal van metaal zijn. Ook worden hun stemmen vervormd door middel van een Vocoder. Hierdoor klinken hun stemmen als die van robots. Tijdens hun optredens zijn special effects te zien zoals lasers, laag overscherende vliegende schotels, rookwolken en zelfs explosies. Door al deze effecten wordt de band nog weleens in verband gebracht met de Duitse band Kraftwerk.
Eind jaren tachtig verlieten steeds meer leden de band en in 1992 werd de band opgeheven. In 2000 kwam de groep echter weer bij elkaar.

## Bandleden
De huidige bandleden zijn:
- Christian Le Bartz (zanger)
- Gerard L'Her (Bassist en zanger)
- Alain Maratrat (gitarist)
- Fabrice Quagliotti (keyboard)
- Alain Groetzinger (drummer)

Vroegere bandleden:
- Patrick Mallet (1974) - drums
- Guy Maratrat (1974-1975) - gitaar
- André Thus (1974-1975) - keyboard
- Christian Le Bartz (1974-1983) - zang
- Alain Groetzinger (1974-1983) - drums, percussie
- Little Gérard L'Her (1974-1984) - bas, zang
- Alain Maratrat (1974-1992) - gitaar, keyboard
- Michel Goubet (1976-1977) - keyboard
- Bernard Torelli (1975-1976) - gitaar
- Bertin Hugo (1977) - keyboard
- Sal Solo (1984-1992) - zang
- Little B. (2000-2005) - drums

## Albums
- 1976 - Rockets
- 1978 - On the Road Again
- 1979 - Sound of the Future
- 1979 - Plasteroid
- 1980 - Live
- 1980 - Galaxy
- 1981 - P 3,14
- 1982 - Atomic
- 1984 - Imperception
- 1986 - One Way
- 1992 - Another Future
- 1992 - Galactica
- 1996 - Greatest Hits
- 1996 - Hits & Remixes
- 2000 - Definitive Collection
- 2003 - Original Greatest Hits
- 2003 - Don't Stop
- 2006 - Back to Woad (single)
- 2007 - The Silver Years (7 cd's speciale uitgave)
- 2014 - Kaos
- 2019 - Wonderland